# Borough royal de Kensington et Chelsea
Pour les articles homonymes, voir Kensington et Chelsea.
Le borough royal de Kensington et Chelsea (en anglais : Royal Borough of Kensington and Chelsea) est un borough du Grand Londres. Établi en 1965 par la fusion du borough royal de Kensington et du borough métropolitain de Chelsea, il compte 156 129 habitants selon les estimations de 2019.
Il s'agit de l'un des seuls dans la région — avec celui de Kingston upon Thames et plus récemment, celui de Greenwich — à porter le titre honorifique de borough royal. En dépit de son nom, Chelsea Football Club n'est pas localisé à Chelsea, mais se trouve dans le borough londonien de Hammersmith et Fulham, voisin à l'ouest.

## Géographie

### Situation

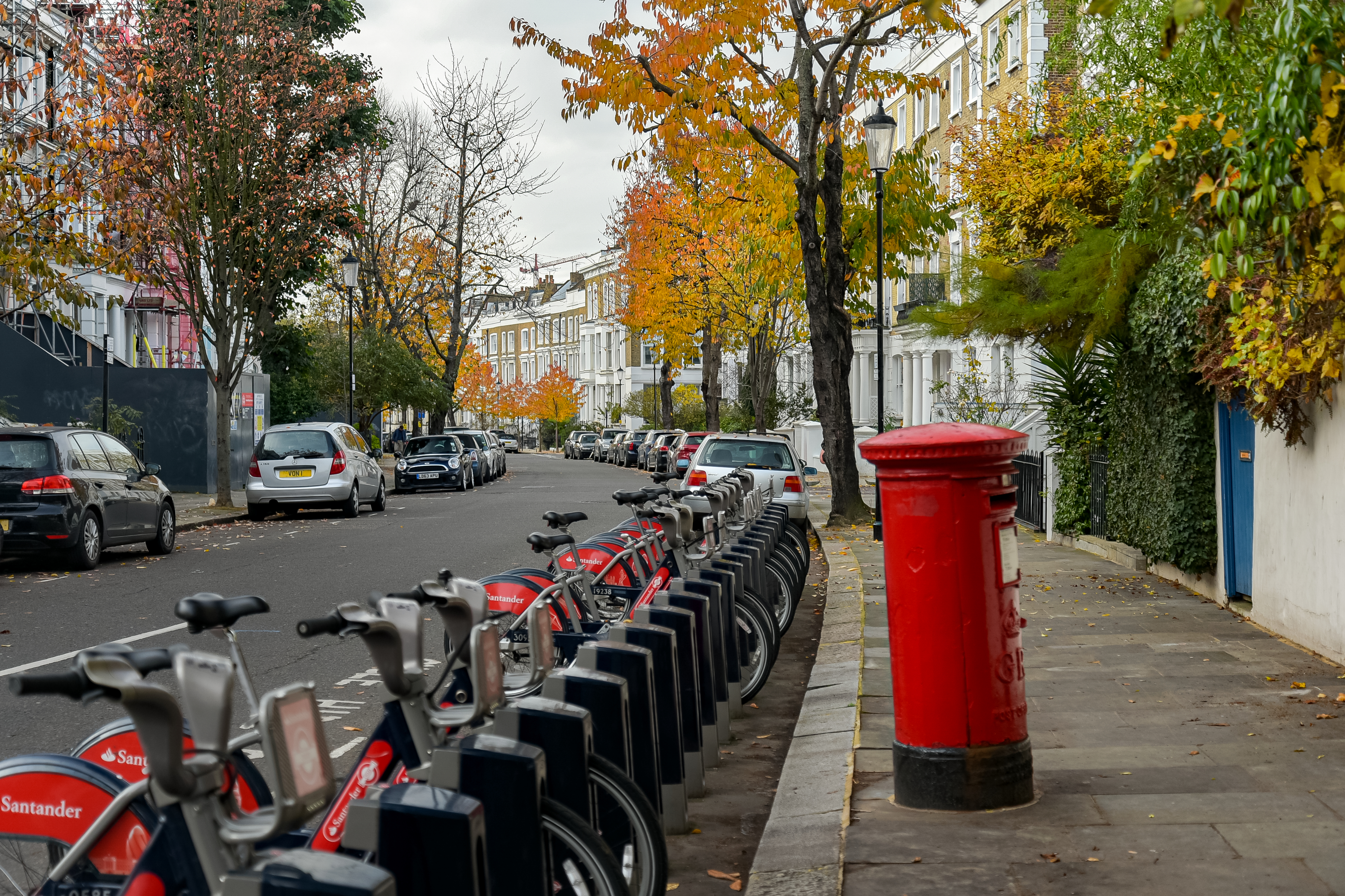
Le district de Notting Hill, cadre du film à succès Coup de foudre à Notting Hill (1999).

Le borough royal de Kensington et Chelsea se trouve dans la partie centrale de Londres dite Inner London, à l'ouest de la Cité de Westminster, sur la rive nord de la Tamise.
Il possède la plus forte densité de population du Royaume-Uni avec une aire de 12,13 km2. Le borough compte plusieurs districts, parmi lesquels se trouvent Brompton, Chelsea, Earl's Court, Holland Park, Kensington, North Kensington, Notting Hill, South Kensington et West Brompton.

### Transports
Le borough est desservi par 12 stations du métro de Londres, sur les Central line, Circle line, District line, Hammersmith & City line et Piccadilly line.

## Politique
Le borough est représenté par deux députés à la Chambre des communes du Royaume-Uni, élus dans les circonscriptions de Chelsea and Fulham et Kensington. Il s'agit actuellement respectivement de Greg Hands et Felicity Buchan, tous deux membres du Parti conservateur. Faisant partie de la circonscription de West Central, il élit également un membre de l'Assemblée de Londres, actuellement Tony Devenish, membre du Parti conservateur.